# Hintersteimel

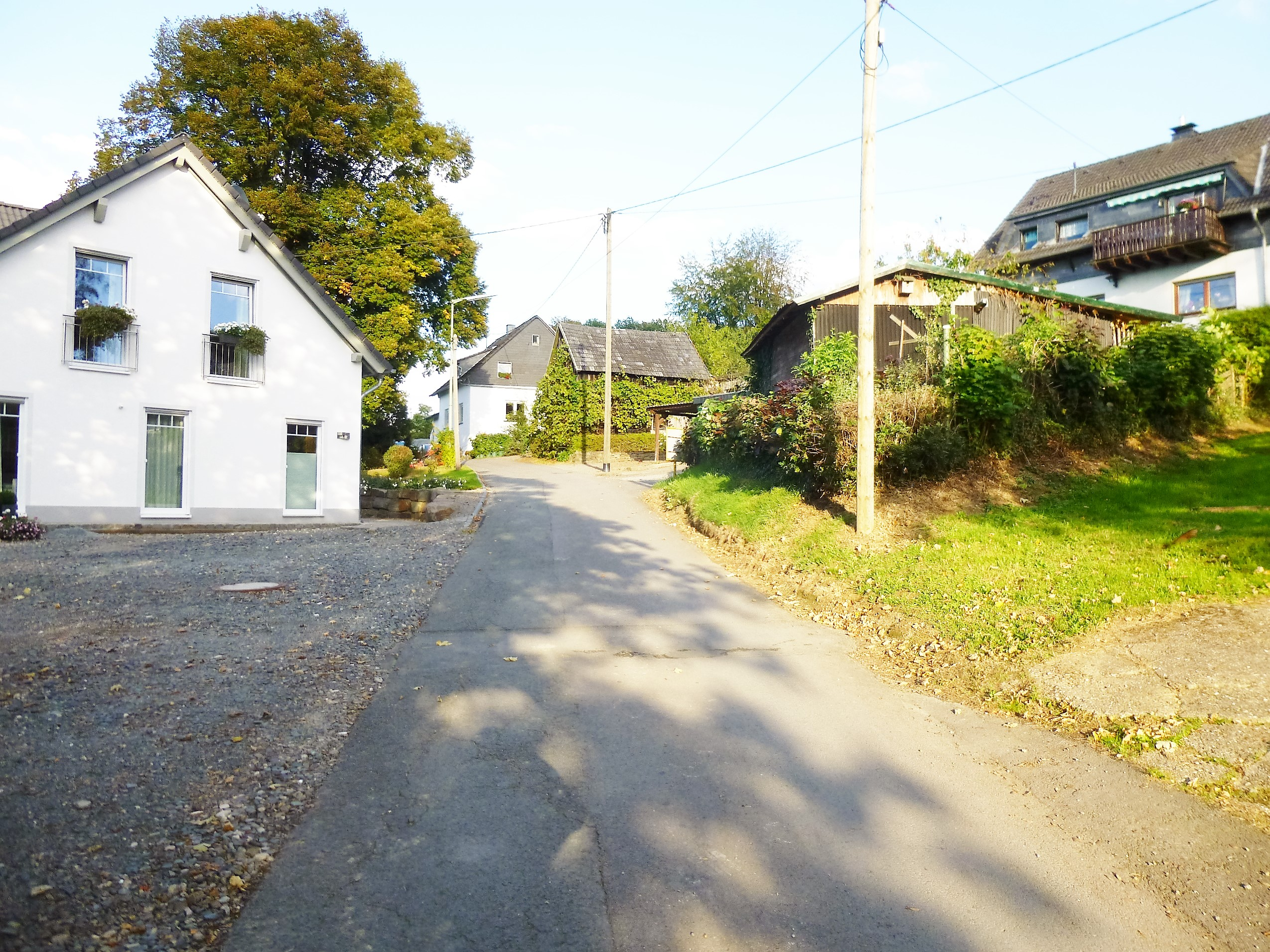
Hintersteimel

Hintersteimel ist ein Ortsteil der Gemeinde Engelskirchen im Oberbergischen Kreis in Nordrhein-Westfalen, Deutschland. Früher war der Ort ein Teil der Gemeinde Loope.

## Lage und Beschreibung
Der Ort liegt rund 5,8 km von Engelskirchen entfernt. 

## Geschichte

### Erstnennung
Um 1280 wurde der Ort das erste Mal urkundlich als "Sibelo et Christina de Steinbulen sind genannt im Verzeichnis der Einkünfte der Abtei Siegburg" erwähnt.
Schreibweise der Erstnennung: Steinbulen